# Teorema di Poincaré-Birkhoff-Witt
Nella teoria delle algebre di Lie, il teorema Poincaré–Birkhoff–Witt è un risultato fondamentale che caratterizza l'algebra universale inviluppante di ogni algebra di Lie. 
Ricordiamo che ogni spazio vettoriale V su un campo ha una base, ossia un insieme S tale che ogni elemento di V si possa scrivere in un unico modo come combinazione lineare (finita) di elementi di S.  Nella formulazione del teorema di Poincaré–Birkhoff–Witt si considera una base di Hamel, ossia una base totalmente ordinata da una relazione che chiameremo ≤.
Se L è un'algebra di Lie su un campo K, allora dalla definizione esiste una K-mappa lineare canonica h da L verso l'algebra universale  inviluppante U(L).  Tale algebra è una K-algebra associativa unitaria.

## Enunciato del teorema
Sia L un'algebra di Lie su K e X una base totalmente ordinata per L. Un monomio canonico su X è una sequenza finita  (x1, x2   ..., xn) di elementi di X che siano in ordine non decrescente per la relazione ≤, ovvero, x1 ≤x2 ≤  ... ≤ xn. Estendiamo h su tutti i monomi canonici come segue: Se (x1, x2, ..., xn) è un monomio canonico, sia: 
{\displaystyle h(x_{1},x_{2},\ldots ,x_{n})=h(x_{1})\cdot h(x_{2})\cdots h(x_{n}).}
Allora h è iniettiva e la sua immagine è una base di Hamel per il K-spazio vettoriale U(L).
Un'altra formulazione alternativa si ottiene considerando Y = h(X). Y è totalmente ordinato dall'ordinamento introdotto da X. L'insieme dei monomi 
{\displaystyle y_{1}^{k_{1}}y_{2}^{k_{2}}\cdots y_{\ell }^{k_{\ell }}}
dove y1 <y2 <  ... < yn sono elementi di Y e gli esponenti sono positivi, insieme all'unità moltiplicativa 1, forma una base di Hamel per U(L).  Si noti che l'elemento unità 1 corrisponde al monomio canonico nullo.
Si noti anche che i monomi in Y formano una base dello spazio vettoriale. La struttura moltiplicativa di U(L) è determinata dalle costanti di struttura dell'algebra di Lie; questi sono i coefficienti cu,v,x tali che 
{\displaystyle [u,v]=\sum _{x\in X}c_{u,v,x}\;x.}
Il teorema di Poincaré–Birkhoff – Witt può essere interpretato dicendo che i prodotti dei monomi canonici in Y possono essere ridotta univocamente a combinazioni lineari di monomi canonici mediante l'uso ripetuto delle equazioni di struttura. Parte di ciò è chiaro: le strutture costanti determinano uv - vu, indicando cosa fare per cambiare l'ordine di due elementi di X in un prodotto. Questo fatto, a meno di un argomento induttivo sul grado della somma dei monomi, mostra che si possono sempre ottenere prodotti dove i fattori sono ordinati in modo non decrescente.

## Corollario
Se L è un'algebra di Lie su un campo, la mappa canonica L → U(L) è iniettiva.  In particolare, ogni algebra di Lie su un campo è isomorfa  ad una sottoalgebra di Lie di un'algebra associativa.